# 11299 Annafreud
11299 Annafreud è un asteroide della fascia principale. Scoperto nel 1992, presenta un'orbita caratterizzata da un semiasse maggiore pari a 2,7368570 UA e da un'eccentricità di 0,0457646, inclinata di 4,41090° rispetto all'eclittica.